# Suomaro
Suomaro, in latino Suomarius, (... – fl. 357) fu un re di un gau alemanno nel IV secolo.

## Biografia
Lo storico romano Ammiano Marcellino riferisce che, dopo una battaglia vittoriosa contro il generale dell'esercito romano Barbazione nel 357 vicino a Rauracum (Kaiseraugst), i re alemanni Suomaro, Hortar, Ur, Ursicino e Vestralpo radunarono i loro eserciti sotto la guida di Cnodomario e Agenarico/Serapione ma vennero sconfitti nella battaglia di Strasburgo. Dopo aver perso la battaglia, Suomaro chiese al comandante romano Severo di avere salva la vita e la propria terra, desideri che gli furono concessi condizione che fossero forniti soldati e cibo.
Nel 358 il cesare Giuliano (che divenne imperatore romano nel 361) concluse un trattato di pace con Suomaro. Il successore di Giuliano, Valentiniano I, non rinnovò il patto nel 364.